# Sebastian Czapski
Sebastian Czapski herbu Leliwa (zm. 4 marca 1699) – kasztelan chełmiński.
Syn Piotra i Heleny z Konarskich, brat Aleksandra Jana, podkomorzego malborskiego i Franciszka Mirosława, podkomorzego malborskiego. Żonaty z Magdaleną Wilczyńską, z którą miał trzech synów: Piotra Jana (wojewodę pomorskiego), Franciszka (duchownego, scholastyka i oficjała generalnego chełmińskiego, zmarłego w 1754 roku) i Melchiora (miecznika ziem pruskich, zmarłego przed 1729 rokiem).
W latach 1685–1689 wzniósł w Rywałdzie nowy kościół, do którego ufundował nowe wyposażenie i sprowadził przechowywaną czasowo w Radzyniu słynącą łaskami figurę Madonny z Dzieciątkiem.
Od 1673 chorąży chełmiński, kasztelan chełmiński w latach 1683–1699. Od 1685 roku pełnił urząd podkomorzego malborskiego.
Poseł sejmiku kowalewskiego na sejm koronacyjny 1676 roku, sejm 1678/1679 roku, sejm 1681 roku, sejm 1683 roku, sejm nadzwyczajny 1688/1689 roku, poseł sejmiku malborskiego na sejm 1690 roku. Poseł sejmiku województwa malborskiego na sejm konwokacyjny 1696 roku.
Pochowany został w kościele ojców bernardynów w Nowem.